# Mălăiești, Stînga Nistrului
Mălăiești este satul de reședință al comunei cu același nume din Unitățile Administrativ-Teritoriale din Stînga Nistrului (Transnistria), Republica Moldova. A fost atestat documentar pentru prima oară în 1541.

## Geografie
Satul se afla în sud-estul Moldovei, la altitudinea de 43 m.d.m, este situat la distanta de 31 km de orașul Grigoriopol, la 75 km de Chisinau și 15 km de orașul Tiraspol. Suprafața localității constituie 6,11 km, perimetrul - 11,29 km.

## Demografie
Conform recensământului sovietic din anul 1939, populația localității era de 5.374 locuitori, dintre care 5.079 (94.51%) moldoveni. În anul 2004 Mălăiești avea 5.243 de locuitori, dintre care 5.096 moldoveni, 67 ruși, 56 ucraineni și 24 din alte etnii. Conform datelor din 2015, populația localității constă din 4.368 de locuitori

## Personalități

### Născuți în Mălăiești
- Mihail Grebencea (1897 – 1948), matematician, profesor universitar sovietic moldovean;
- Vladimir Beșleagă (1931 – 2025), eseist, jurnalist, prozator, scriitor, traducător;
- Vladimir Iacovlev (1939 – 2015), pedolog, politolog;
- Natalia Gavrilița (n. 1977), economistă și politiciană, prim-ministru a Republicii Moldova (2021 – 2023).